# Ère Jōō (Kamakura)
Pour les articles homonymes, voir Ère Jōō.
L'ère Jōō (貞応), aussi romanisé en Jō-ō, est une des ères du Japon (年号), nengō, littéralement « le nom de l'année ») suivant l'ère Jōkyū et précédant l'ère Gennin. Cette ère couve la période allant du mois d'avril 1222 au mois de novembre 1224. L'empereur régnant est Go-Horikawa-tennō (後堀河天皇).

## Changement de l'ère
1222 Jōō gannen (貞応元年) : Le nom de la nouvelle ère Jōō (qui signifie « Réponse droite ») est créé pour marquer un événement ou une succession d'événements. La précédente ère se termine quand commence la nouvelle, en  Jōkyū, le 13e jour du 4e mois de 1222.

## Événements de l'ère Jōō
- 1222 (Jōō 2): Des règles son établies relatives aux salaires des Jitō
- 19 juillet 1223 (Jōō 2, 20e jour du 6e mois) : Les bâtiments du sanctuaire Asama au pied du mont Fuji dans la province de Suruga sont reconstruits par Hōjō Tokimasa[4]

| Jōō       | 1re  | 2e   | 3e   |
| Grégorien | 1222 | 1223 | 1224 |